# Taraste
Taraste est un quartier de Tampere en Finlande.

## Description
Taraste est bordé au nord par Nurmi, à l'est par Kangasala, au sud par Olkahinen et à l'ouest par Nurmi. 
L'usine d'incinération des déchets de Tarastenjärvi de la Tampereen Sähkölaitos se trouve a Taraste.